# Teorie stanoviska
Teorie stanoviska (i v češtině se běžně používá anglický termín Standpoint theory ) je nahlížení na určitý problém či jev a postoj vůči němu z individuální perspektivy. Jedná se o postmoderní přístup k lidskému vnímání. Teorie stanoviska popisuje, jak individuální zkušenosti ovlivňují názory každého jedince. To, co jedinec vidí či cítí, je ovlivněno tím, v jaké pozici se ve společnosti nachází. Svět okolo nás můžeme vnímat pouze z jednoho hlediska, např. jsme-li bělošský úředník, nemůžeme svět okolo nás vnímat z hlediska černošské svobodné matky. Ve společnosti jedinci mohou na problémy nahlížet odlišně, to je dáno rozdílností prostředí, ve kterých tito dva jedinci žijí. Nicméně skupina jedinců žijící ve stejných podmínkách může zaujímat podobná stanoviska.
Nejdůležitějším faktorem ovlivňujícím vnímání jsou zkušenosti. Dále jedincovo vnímání formují tradice a kultura. Nejčastěji se stanoviska mění se změnou socioekonomického statusu, se změnou místa působení či se změnou pracovní pozice.
Teoretička Dorothy Smith zavedla tři podstupně definice teorie stanoviska a to:
1. Není žádné objektivní poznání.
2. Žádní dva lidé nemohou mít totožný pohled na věc.
3. Naše osobní stanovisko nesmíme brát za samozřejmost.

Tuto teorii zavedla Dorothy Smith v důsledku toho, že sociologie byla jako vědecká disciplína vytvořena bílými muži ze střední třídy, kteří se na problematiku dívali ovlivněni svojí pozicí, ale nebyli si této ovlivněnosti vědomi. Také si podle Smith neuvědomovali, že vytvářejí zaujatou mužskou vědeckou disciplínu a že dochází k exkluzi žen a jejich stanovisek.
Teorie stanoviska se zaměřuje především na rozdíly vnímání mezi osobami rozdílného genderu, zejména na feministické postoje. Sandra Harding a Nancy Hartsock teorii rozvíjejí v knize “The feminist stand point: Developing ground for a specifically feminist historical materialism.” Nancy Hartsock byla ovlivněna německým filosofem Georgem Wilhelmem Friedrich Heglem (1770-1831), který se okolo roku 1807 zabýval rozdíly ve stanoviscích pánů a otroků. Došel k závěru, že stanovisko každého, obzvlášť pak ve vztahu pán-otrok, závisí na majetkových poměrech jedince. To, v jaké skupině se nachází, ovlivňuje, jak získává znalosti a moc. V knize “The feminist stand point: Developing ground for a specifically feminist historical materialism” Sandra Harding a Nancy Hartsock kombinují teorie marxismu a feminismu.

## Feministická teorie stanoviska
Feministická teorie stanoviska (také se užívají názvy Ženská teorie stanoviska, Feminist standpoint theory) je teorie vyplývající z podmínek a zkušeností, které jsou společné všem dívkám a ženám. Tato teorie odmítá představu, že poznání je jednoduchý výsledek základních charakteristik členů skupiny (např.: ženy = chromozomy XX → stejné poznání). Místo toho feministická teorie stanoviska kritizuje ideologie (sexismus, gender), které vysvětlují, proč jsou ženy a dívky přiřazeny k určitým činnostem a proč jsou tyto činnosti hodnoceny hůře než činnosti typicky mužské. Feministická teorie stanoviska poukazuje na skutečnost, že podmínky pro ženy a dívky nejsou přirozené, ale jsou výsledkem sociálních a politických sil. Tyto okolnosti formují postoj žen a dívek.
Feministická teorie stanoviska se začala formovat v 70. letech 20. století, kdy se feministické teoretičky Sandra Harding, Dorothy Smith, Donna Haraway, Patricie Hill Collins, Nancy Hartsock a Hilary Rose začaly věnovat teoretické práci a hledaly alternativu k tradičním metodám a vědeckému výzkumu. Výsledkem jejich práce byla nová teorie, která přinesla řadu debat ve vědeckých kruzích. Feminisitcká teorie stanoviska nachází své kořeny v marxistické teorii. Karl Marx tvrdil, že naše práce utváří naše vědění, poznání a chování. Stejně tak feministická teorie stanoviska tvrdí, že ženy jsou ovlivňovány sociálními a politickými silami, které tvoří jejich pohled.

### Klíčová tvrzení Feministické teorie stanoviska
Feministická teorie stanoviska předpokládá, že společnost je strukturována dle mocenských vztahů, tyto vztahy vytváří nerovné sociální postavení. Jednu část společnosti tvoří členové dominantních skupin (muži) a ostatní části jsou obývány příslušníky podřízených skupin. Podle feministické teorie stanoviska se životy žen liší systematicky a strukturálně od životů mužů. Od žen se očekává něco jiného než od mužů. Ženy a muži mají různá práva a příležitosti. Působící sociální a politické síly utváří u žen a mužů odlišné dovednosti.
Sara Ruddick například tvrdí, že péče o dítě není podmíněna mateřským pudem, nýbrž tím, že dívkám a ženám je mnohem častěji přisuzována pečující role, a to je nutí tuto dovednost rozvíjet. Feministická teorie stanoviska apeluje na ženy, aby se zapojily do intelektuálního boje a odmítly zavedené mocenské vztahy mužského privilegia.

## Kritika Feministické teorie stanoviska
Kritici této teorie tvrdí, že je příliš zobecňující, nezaměřuje se na rozdíly v chování žen, bere je jako jednotnou skupinu. Zároveň také nehledí na rozdíly etnické, majetkové případně rozdíly v příležitostech. Catherine O'Leary říká, že teorie neposkytuje komplexní porozumění a stále se pohybuje v problematickém dualismu mezi subjektivní zkušeností a objektivní pravdou. Podle O'Leary systém Nancy Hartsock nevyhovuje složitosti všeho vědění.